# Wit-Roethenië
Wit-Roethenië (ook wel: Wit Rusland, Wit-Russisch: Белая Русь) is een historische naam voor verschillende gebieden in Oost-Europa, meestal voor het gebied dat ruwweg overeenkomt met het huidige Wit-Rusland. Veel talen, waaronder het Nederlands, gebruiken deze naam wanneer men naar het land verwijst dat men in het Wit-Russisch met Беларусь (Belarus) aanduidt.

## Betekenis en vertaling van de naam

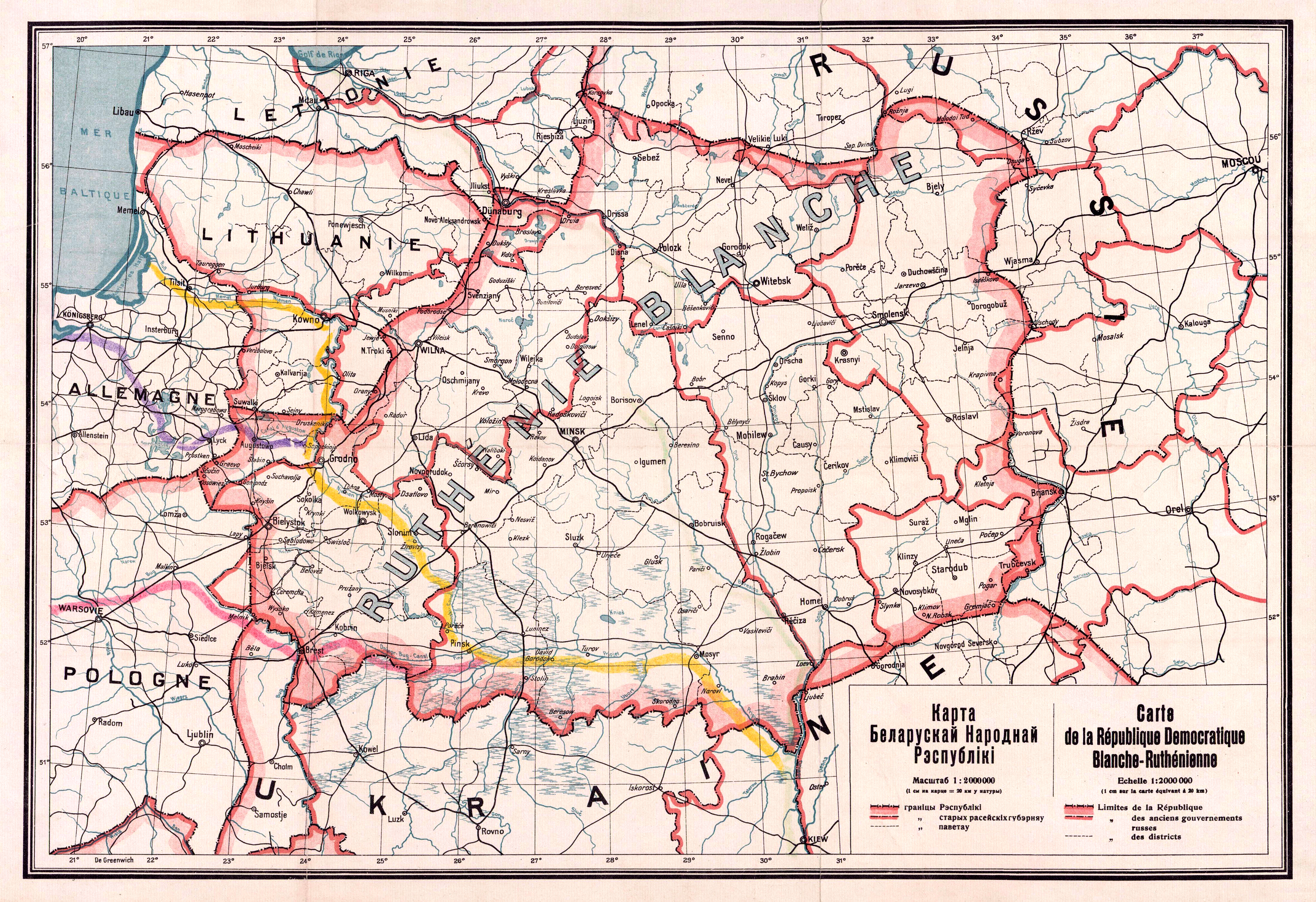
Door Wit-Russische nationalisten opgeëist territorium in 1918 (Ruthénie Blanche)

De naam "Wit-Roethenië" is een letterlijke vertaling van de naam Belaja Roes (Белая Русь). De naam is gerelateerd aan de oude gebieden van Roethenië of Roes’, een oude historische benaming voor het gebied waar Oost-Slaven woonden. De benaming Belarus, met de klemtoon op de laatste lettergreep, is afkomstig van de Russische woorden Белая (Bjelaja, dat "wit" betekent) en Русь (Roes', Roethenië). De naam Roethenië wordt ook gebruikt voor de Kievse Rus’ (Kievse Rijk), een Slavische staat die van de 9e tot de 12e eeuw het huidige Wit-Rusland, Oekraïne en een gedeelte van westelijk Rusland, oostelijk Polen en Slowakije omvatte.
Binnen dit gebied vindt men:
- Wit-Roethenië: grotendeels het huidige Wit-Rusland;
- Zwart-Roethenië: een gebied in het westen van Wit-Rusland; in oblast Hrodna rond Hrodna, Slonim, Navahradak en Vaŭkavysk en een gedeelte van oblast Minsk;
- Rood-Roethenië: een gebied in Polen en Oekraïne.

In de twintigste eeuw werd de naam Roethenië toenemend beperkt tot het huidige Transkarpatië in Oekraïne.

## Geschiedenis
Naast Wit-Rusland werden in de geschiedenis vele andere namen gebruikt op kaarten. Voorbeelden zijn Russia Alba, Russija Alba, Wit Rusland, Weiss Reussen, White Russia, Hvite Russland, Hvíta Rússland, Weiss Russland, Ruthenia Alba, Ruthenie Blanche en Weiss Ruthenien (Weißruthenien), die werden gegeven aan verschillende gebieden, vaak verafgelegen van het gebied van het huidige Wit-Rusland. De term is zelfs eens gebruikt voor Novgorod.
Pas tegen het einde van de 16e eeuw werd de naam gebruikt voor een deel van het huidige Wit-Rusland. 
Voor die tijd noemden de Wit-Russen zichzelf Litva ("Litouwers"), "inwoners van het Grootvorstendom Litouwen"; waarbinnen het gebied was geïntegreerd vanaf de 13e eeuw. Ze werden ook zo genoemd door buitenstaanders, zelfs tot lang na de 16e eeuw.
De oorsprong van de naam Wit Rusland is wat onduidelijk, maar zou te herleiden kunnen zijn tot de pogingen die werden gedaan door de tsaren van Rusland om zich te onderscheiden van hun voorgangers in Rome en het Byzantijnse Rijk (op basis van het idee dat Rusland het "Derde Rome" was). De Rerum Moscoviticarum Commentarii van Sigismund von Herberstein legt uit dat de moskovitische leiders witte mantels droegen om zich te onderscheiden van het purper (donkerrood) van de Rome en het rood van de Byzantijnen. De Russische tsaar werd daarom de "Witte Tsaar" genoemd: 
"Sunt qui principem Moscovuiae Album Regem nuncupant. Ego quidem causam diligenter quaerebam, cur Regis Albi nomine appellaretur" of Weisse Reyssen oder weissen Khünig nennen etliche unnd wöllen damit ain underscheid der Reyssen machen (uit: Rerum Moscoviticarum Commentarii).
De tsaar zelf werd vaak "Grote Witte Tsaar" genoemd, terwijl hij onder andere de officiële titel had van (letterlijk): "De Souverein van heel Rus': de Grote, de Kleine en de Witte". Deze titel was samen met de statige formulering "Witte Tsarenrijk" in gebruik tot aan het einde van het Russische Rijk. Uiteindelijk kwam deze naam ook terug in de naam van de anti-communistische beweging de witten die vochten tegen het Rode Leger.
Het is nog steeds onduidelijk hoe het is gekomen dat de naam "Wit Rusland" uiteindelijk werd gebruikt voor het land Wit-Rusland.